# Kevin Rhoades
Kevin Carl Rhoades (ur. 26 listopada 1957 w Mahanoy City w Pensylwanii) – amerykański duchowny katolicki, od 2010 biskup Fort Wayne-South Bend w metropolii Indianapolis.

## Życiorys
Studiował w Emmitsburgu w Marylandzie, Wynnewood i Kolegium Ameryki Płn. w Rzymie. Tam też, w bazylice św. Piotra, otrzymał święcenia diakonatu (1982 rok). Do kapłaństwa ordynowany 9 lipca 1983. Szafarzem sakramentu był William Keeler, ówczesny biskup Harrisburga i późniejszy kardynał. Pracował jako wikariusz w parafiach diecezji Harrisburg, a następnie powrócił do Wiecznego Miasta, by kontynuować studia na Uniwersytecie Gregoriańskim. Uzyskał tam licencjaty z teologii i prawa kanonicznego. Po powrocie do kraju był kanclerzem bpa Keelera, proboszczem, a następnie wykładowcą i rektorem seminarium w Emmitsburgu (od 1997).
14 października 2004 otrzymał nominację na biskupa Harrisburga. Sakry udzielił mu ówczesny metropolita Filadelfii kard. Justin Francis Rigali. 14 listopada 2009 przeniesiony został na biskupstwo Fort Wayne-South Bend w Indianie, zaś kanonicznie objął urząd 13 stycznia następnego roku.